# The Disappointments Room
The Disappointments Room (en Latinoamérica: La habitación de decepciones, en España: La casa del pánico) es una película de terror de 2016. D.J. Caruso dirige un guion escrito por él y Wentworth Miller. Kate Beckinsale y Lucas Till son los protagonistas. La película fue estrenada el 9 de septiembre de 2016.

## Sinopsis
Una arquitecta llamada Dana Barrow se muda con su esposo David y su hijo Lucas, de 5 años, desde Brooklyn a la finca Blacker en Carolina del Norte, una casa de sus sueños que fue abandonada luego de la muerte de sus dueños en el siglo XIX. A su llegada, Dana comienza a tener visiones y pesadillas inquietantes de un pastor alemán misterioso y Lucas cubierto de sangre. Encuentra una lápida casera en el suelo y un área de la casa que no figura en los proyectos: una habitación cuya entrada esté bloqueada por un gran armario. La pareja lo empuja solo para encontrar una puerta cerrada. Dana encuentra la llave sobre el marco de la puerta y entra en la habitación, experimentando la visión de una niña atormentada por su padre y su pastor alemán que comienza a sufrir de agotamiento nervioso.
Posteriormente, se revela que la pareja no solo tiene a Lucas, sino que un año antes, David y Dana tuvieron una hija recién nacida, Catherine, que debido a un accidente doméstico.
Sorprendida por su experiencia, Dana estudia la historia de la casa, aprendiendo sobre el juez Ernest Blacker y su hija, Laura Blacker, quien murió el mismo día que nació la hija de Dana, 5 de julio. Una mujer llamada Judith le dice que la familia Blacker tenía una "sala de decepción" secreta en el ático, donde las familias adineradas encierran cruelmente a sus hijos deformes o discapacitados. A medida que pasa más tiempo investigando la casa, el estado mental de Dana comienza a desmoronarse y deja de tomar sus medicamentos. Comienza a tener visiones inquietantes de Laura, el juez Blacker y el perro, y actúa de manera irregular contra David y Lucas. Encuentra un retrato oculto del juez Blacker y su esposa y lo quema.
Mientras David entretiene a algunos amigos de la familia con motivo de lo que habría sido el primer cumpleaños de Catherine, Dana contrata al personal de mantenimiento local Ben Philips para cavar la tumba en el patio. El fantasma del juez Blacker mata a Ben con una pala y Dana descubre que su cuerpo cuelga de un lazo sobre la tumba abierta. Dentro de la tumba se encuentra el esqueleto deformado de Laura. En el ático, encuentra el retrato que quemó completamente intacto. Al entrar en la sala de decepciones, es testigo de un flashback del juez Blacker matando a Laura con un martillo mientras su esposa intenta detenerlo. El perro de Blacker ataca a Dana; rompe el cuello del perro y evita que Blacker mate a su hijo golpeando a Blacker con el martillo. David se apresura, viendo a Dana frenéticamente golpear la cama con Lucas dentro. Lleva a Lucas a la habitación, luego vuelve para hablar con Dana.
Después de calmarse, Dana reflexiona sobre la muerte de Catherine. Un flashback revela que la pequeña Catherine no murió debido a un accidente doméstico, sino que murió asfixiada después de que su madre se quedó dormida sobre ella. Se da cuenta de que ya no puede diferenciar lo que es real cuando se da cuenta de que se estaba imaginando el asesinato y el cadáver de Ben. David jura que volverán a Brooklyn y que Dana mejorará. Antes de irse, quita la puerta de la sala de decepciones y Dana toma una de las cartas de Laura. Cuando se van, Dana ve al juez Blacker observándolos desde la ventana.

## Elenco
- Kate Beckinsale como Dana Barrow
- Mel Raido como David Barrow
- Duncan Joiner como Lucas Barrow
- Lucas Till como Ben
- Gerald McRaney como Judge Blacker

## Producción
La producción empezó el 8 de septiembre de 2014, en Greensboro, Carolina del Norte. El 20 de octubre, Kate Beckinsale, Mel Raido y Michaela Conlin fueron filmados en edificios exteriores de la calle Elm Street en Greensboro. La casa usada para la ubicación principal fue una casa estilo Neo-tudor, construida en 1930 a las afueras de la ciudad.

## Estreno
La película buscaba un distribuidor después de que Relativity Media presentara bancarrota y colocara la película a la venta. Más tarde, Relativity Media programó la película para el 25 de marzo de 2016. El 14 de marzo de 2016, se reveló que Kidnap sería el primer lanzamiento post-quiebra en agosto de ese año, lo que desplazó The Disappointments Room y Before I Wake fuera del calendario de lanzamientos. Cuando Relativity Media dio a conocer su nueva programación cinematográfica, The Disappointments Room fue trasladada al 18 de noviembre de 2016. Fue entonces desplazada hasta el 9 de septiembre de 2016, con Rogue Pictures como distribuidor de la película.